# فوریگانا

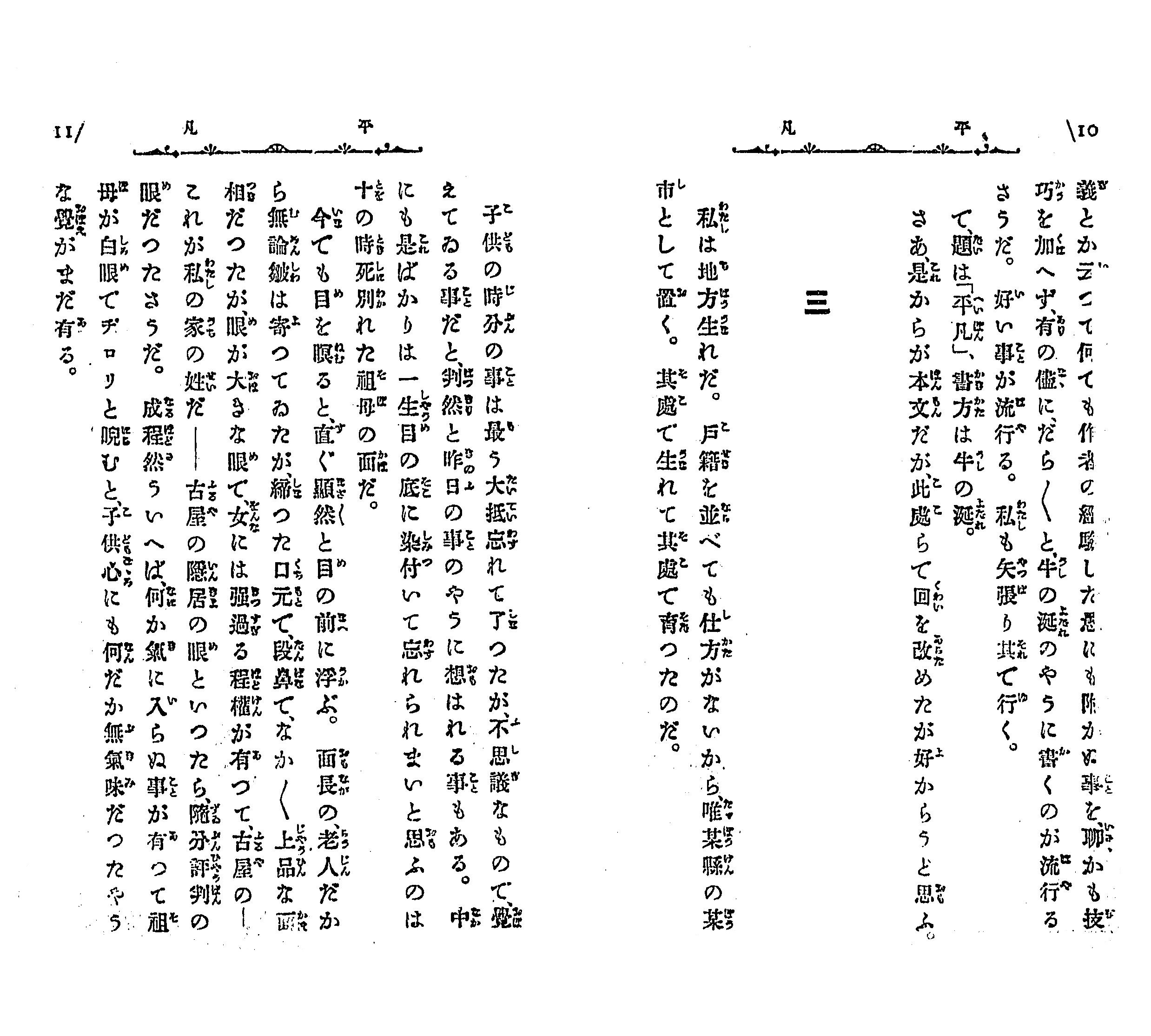
در متن این نوول ژاپنی الفبای کانا در کنار کانجی‌ها (漢字仮名交じり文) نوشته شده تا به تلفظ آن کمک کند.

فوریگانا (به ژاپنی: 振り仮名، ふりがな) حروف هجانمای کانا است که در اندازهٔ کوچکتر در سمت راست یا بالای کانجی‌ها و حروف چینی حاشیه‌نویسی می‌شود تا به خوانش آن‌ها در نگارش زبان ژاپنی کمک کند. به این حروفِ هجانمای کمکی نویسه‌های روبی (Ruby characters) نیز گفته می‌شود. در روش نگارش افقی (یوکوگاکی، よこがき) یا از چپ به راست، فوریگانا در بالای کانجی‌ها و در روش نگارش عمودی (تاته‌گاکی، たてがき) یا از بالا به پایین، فوریگانا در سمت راست کانجی‌ها قرار می‌گیرد. در حاشیه‌نویسی ژاپنی به طور عمده از هیراگانا و گاهی نیز کاتاکانا و روماجی استفاده می‌شود. هجانماهای فوریگانا برای آموزش کانجی به کودکان، که ممکن است از تبحر کافی برای تشخیص کانجی‌ها برخوردار نباشند مورد استفاده قرار می‌گیرد. از آنجا که کودکان هیراگانا را قبل از کاتاکانا یادمی‌گیرند، در کتاب‌های کودکان از فوریگانای هیراگانا برای آموزش کاتاکانا نیز استفاده می‌شود. کاربرد فوریگانا مختص به کتاب‌های کودکان و مانگاها نیست و در زندگی بزرگسالان نیز استفاده‌های فراوانی دارد. نام‌های ژاپنی به طور معمول به کانجی نوشته می‌شود. با این حال کانجی در زبان ژاپنی خوانش‌های گوناگونی دارد. فوریگانا اغلب برای نشان دادن خوانش مورد نظر نام‌های ژاپنی استفاده می‌شود. به فوریگانا در زبان ژاپنی یومیگانا (読み仮名) نیز گفته می‌شود. هنگامی که فوریگانا را به واژهٔ 漢字 (با خوانش کانجی) اضافه کنیم، در روش‌های نگارشی افقی و عمودی (یوکوگاکی و تاته‌گاکی) شکل‌های زیر به دست می‌آید:
| 漢 | か ん |
| 字 | じ    |

| かん | じ |
| 漢   | 字 |